# 小菅真美
小菅真美（日语：小菅 真美，10月20日—），日本女性配音員。Production Ace所屬。出身於東京都。A型血。以前經歷ARTSVISION。

## 人物
資格：汽車駕照、重型機車駕照和雪上摩托車牌照。
2012年10月20日，於生日的這一天在其部落格表示已經結婚並生有一子。
2013年4月10日於Twitter表示第一子已於3月中旬誕生。
興趣、特長：電腦、遊戲、騎車。

## 演出作品
※粗體字表示說明飾演的主要角色。

### 電視動畫
2001年
- ANGELIC LAYER 天使領域（相手デウス）
- 心之圖書館（カージーズエンジェル）
- 星域毀滅者
- 逮捕令 Second Season（教師）
- 七虹香電擊作戰

2002年
- 水瓶戰記 Sign for Evolution（主播、少女）
- 銀河戰警（波妮塔、少年時期的阿姆布拉斯多）
- 鈴鐺貓娘（女性、小孩）
- PIANO（百合老師[5]）
- 迷糊天使（女學生、女教師、音樂老師）
- 陸上防衛隊（整備隊員A、警備隊員A）

2003年
- 天使怪盜（州崎由希、伊藤真奈美）
- 成惠的世界（罰襟券）

2004年
- 微笑的閃士（紅桃華）
- 忘却的旋律（たまころがし）

2005年
- Canvas2 ～彩虹色的圖畫～（社員、店員、 等）
- 聖魔之血（米瑞尤·曼森）

2006年
- BLACK BLOOD BROTHERS（凱莉·黄）
- 獻上女神的祝福（2006年－2007年，電腦聲音、茜明日香、女子、廣播、美女）

2007年
- 風之聖痕（石蕗紅羽）
- 幸運☆星（高良由香里[6]）
- 魔法人力派遣公司（人魚）

2009年
- KIDDY GiRL-AND（高爾）
- 咲-Saki-（2009年－2014年，西田順子、現場實況、社員）3系列
- 碧陽學園學生會議事錄（真儀瑠紗鳥）
- 天降之物（2009年－2010年，見月楚原的母親、女子B、女性的聲音、仲居、賣菜大嬸、女性1、馬子、真紀子、女電視聲音）2系列
- 仰望天空的少女瞳中的世界（王妃）

2010年
- 玩伴貓耳娘（船長）
- 守護貓娘緋鞠（文車妖妃、天河 優人的母親）

2011年
- 日常（櫻井老師〈櫻井泉〉[7]、君子、廣播）

2012年
- 槍械少女!!（G3〈G3A3〉[8]）

2013年
- 學生會的一存 Lv.2（真儀瑠紗鳥[9][10][11]）
- 當不成勇者的我，只好認真找工作了。（配件銷售女店長）

2015年
- 俺物語!!（婦產科醫生）

### OVA
2002年
- 男男最遊記（日语：私立荒磯高等学校生徒会執行部）

2007年
- 你所期望的永遠 ～Next Season～（香月素子）

2008年
- 幸運☆星OVA (原創視覺動畫)（高良由香里）

2010年
- 天降之物（女子1）

### 電影動畫
2009年
- 宇宙戰艦大和號 復活篇

2011年
- 劇場版 天降之物：計時的悲傷女神（真紀子）

### 遊戲
1999年
- 純愛手札2（水無月琴子）

2000年
- 純愛手札2 Substories ～Dancing Summer Vacation～（日语：ときめきメモリアル2 Substories）（水無月琴子）
- BLOOD THE LAST VAMPIRE（少女）

2001年
- ANGELIC LAYER 天使領域 美咲與夢中的天使們（笠井由貴）
- 純愛信箱 Vol.1（水無月琴子）[注 1]
- 純愛手札2 Substories ～Leaping School Festival～（水無月琴子）
- 純愛手札2 Substories ～Memories Ringing On～（水無月琴子）
- 對戰方塊（日语：対戦ぱずるだま）（水無月琴子）

2005年
- 影牢II -Dark illusion-（日语：影牢II -Dark illusion-）（艾達）

2008年
- 幸運☆星 ～陵櫻学園櫻藤祭～（高良由香里）

2009年
- 幸運☆星 網路偶像名師（高良由香里）

2010年
- 學生會的一存 -DS學生會-（真儀瑠紗鳥）

2011年
- 日常〈宇宙人〉（櫻井老師〈櫻井泉〉[12]）
- Blade Chronicle

2013年
- 學生會的一存 Lv.2 PORTABLE（真儀瑠紗鳥[13]）

### 外語配音
※作品依英文名稱及英文原名排序。

#### 電視影集
- 鐵證懸案 (第6季)
- 大騙局 (第4季)
- 弒者誅心 (第3季)（英语：Those Who Kill (U.S. TV series)）

### 實境演出
- 純愛手札 Super live 2

### CD
- 渇愛2（真理繪）
- 銀河戰警Sound Layer（波妮塔）
- 廣播劇CD（紅桃華）
- DOUBLE CALL（日语：DOUBLE CALL） 3、4、7（萩野）
- （泉）
- SUPER LOVERS（朝倉）
- 純愛手札2相關
  - 純愛手札2 Blooming Stories 8 水無月琴子（水無月琴子）
  - 純愛手札2 Vocal Tracks（水無月琴子）
  - 純愛手札2 Vocal Tracks 4（水無月琴子）
  - 純愛手札2 Vocal Tracks 5（水無月琴子）
  - 純愛手札2 Vocal Tracks 復刻版（水無月琴子）
  - 純愛手札2 廣播劇CD系列（水無月琴子、哈斯特將軍、母親、潔西、上杉優）
    - Vol.1 ～預感，緣起的季節～
    - Vol.2 ～～
    - Vol.3 ～～
    - Vol.4 ～～
    - Vol.5 ～～
    - Vol.6 ～～
    - Vol.7 ～～
    - Vol.8 ～～
    - Vol.9 ～月亮的碎片～
    - Vol.10 ～～

  - 純愛手札2 Happy Talk CD（水無月琴子、母親、潔西）
- Trinity Blood Rage Against the Moons（露易絲）
- 成惠的世界 廣播劇CD（バチスカーフ）
- 成惠的世界Special（バチスカーフ）
- 偽裝和善的你2 ～新婚篇（春日圭一）
- 擁抱春天的羅曼史（日语：春を抱いていた）（清水）

## 腳註

## 外部連結
- Production Ace公式官網的聲優簡介 （页面存档备份，存于） （日語）
- 小菅真美的X（前Twitter） （日語）
- （日語）－小菅真美的官方個人部落格（2016年2月24日～）。